# Mato Grande
Mato Grande est un village du Cap-Vert sur l’île de Brava.
Sa population était de 341 habitants en 2010.

## Source et  ressources
- (pt) Cet article est partiellement ou en totalité issu de l’article de Wikipédia en portugais intitulé « Mato Grande » (voir la liste des auteurs).